# Мельница Борчанинова-Первушина
Мельница Борчанинова-Первушина — памятник архитектуры Екатеринбурга (регионального значения).
Здание мельницы расположено по улице Челюскинцев (быв. Северная), в квартале, ограниченном улицами Свердлова (быв. Арсентьевский проспект), Авейде (быв. 2-я Восточная) и Азина (быв. 4-я Мельковская).
Построена на средства «Товарищества Грачёв С. И. и Борчанинов А. Е.».
Мельница Борчанинова-Первушина является образцом промышленного зодчества начала XX века в стилевых формах эклектики и «играет значительную градоформирующую роль». Построена в 1906—1908 годах неизвестным архитектором.
Инициатором строительства мельницы был екатеринбургский предприниматель и общественный деятель Александр Ефремович Борчанинов (октябрь 1859—30 июля 1907). Для мельницы было закуплено новейшее оборудование, но в ходе её строительства Борчанинов погиб в результате несчастного случая.
20 мая 1909 года произошло обрушение угла нового здания мельницы, обошедшееся без жертв. Причиной инцидента называлась несоответствующая нагрузке толщина стен.

## Архитектура
Каменный пятиэтажный корпус мельницы ориентирован на Привокзальную площадь. Крупномасштабный объём здания расчленён на всю высоту фасадов лопатками и рядами окон, украшенных рельефом. Углы главного фасада венчают башенки, а полуциркульные фронтоны и круглые барочные купола образуют венчающую часть фасада. Убранство фасада изобилует фигурной кладкой с геометрическим орнаментом. Здание построено в стилевых формах эклектики с элементами «кирпичного» стиля.
Мельница состояла из:
- пятиэтажного каменного здания мельницы;
- силового цеха;
- каменных столярных мастерских;
- здания проходной.

Мельница признана памятником архитектуры областного значения на основании решения исполнительного комитета Свердловского областного Совета депутатов трудящихся от 11 января 1980 года (№ 16) и решения исполнительного комитета Свердловского областного Совета депутатов трудящихся от 18 февраля 1991 года (№ 75).

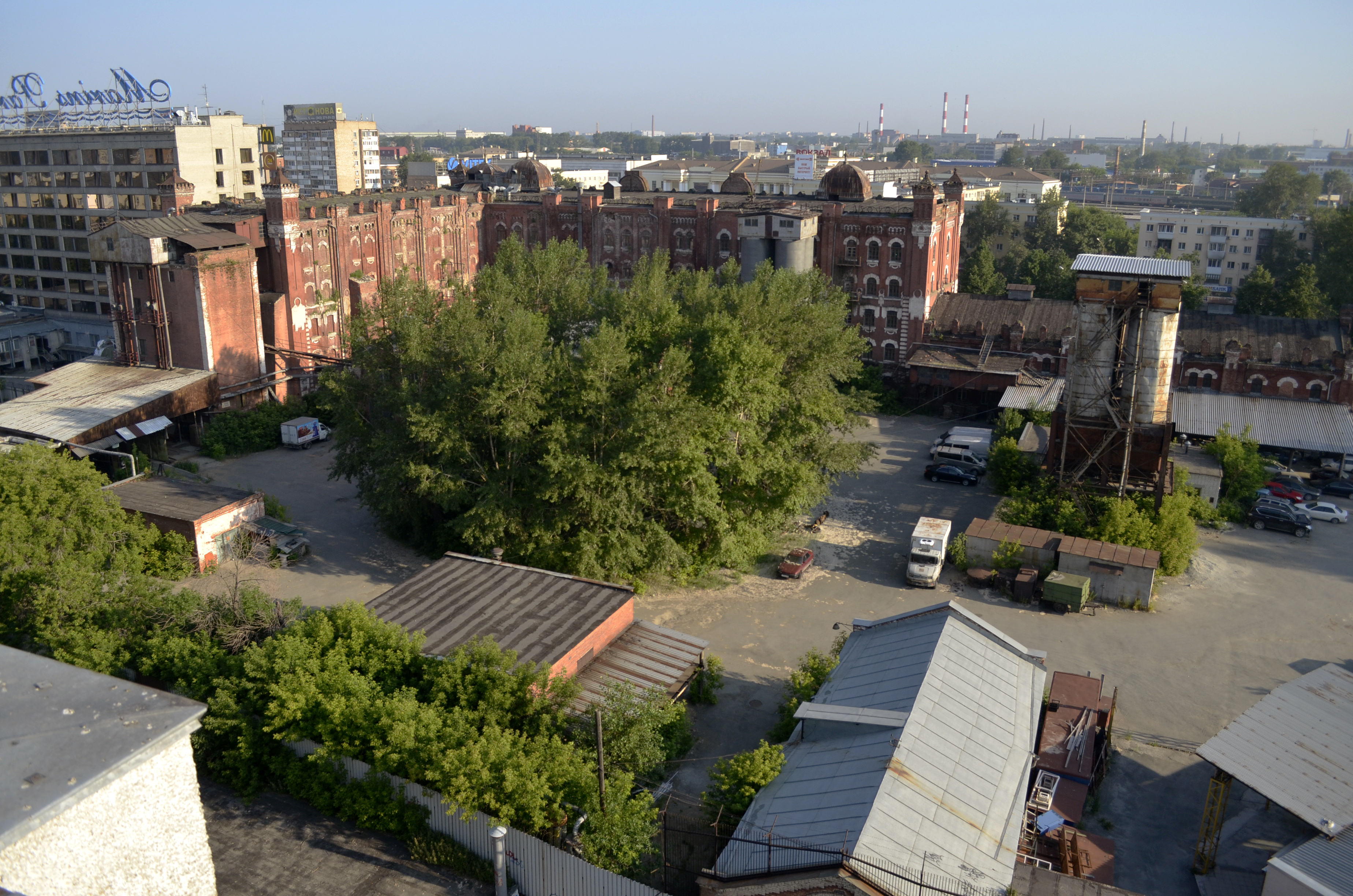
Вид с юго-востока
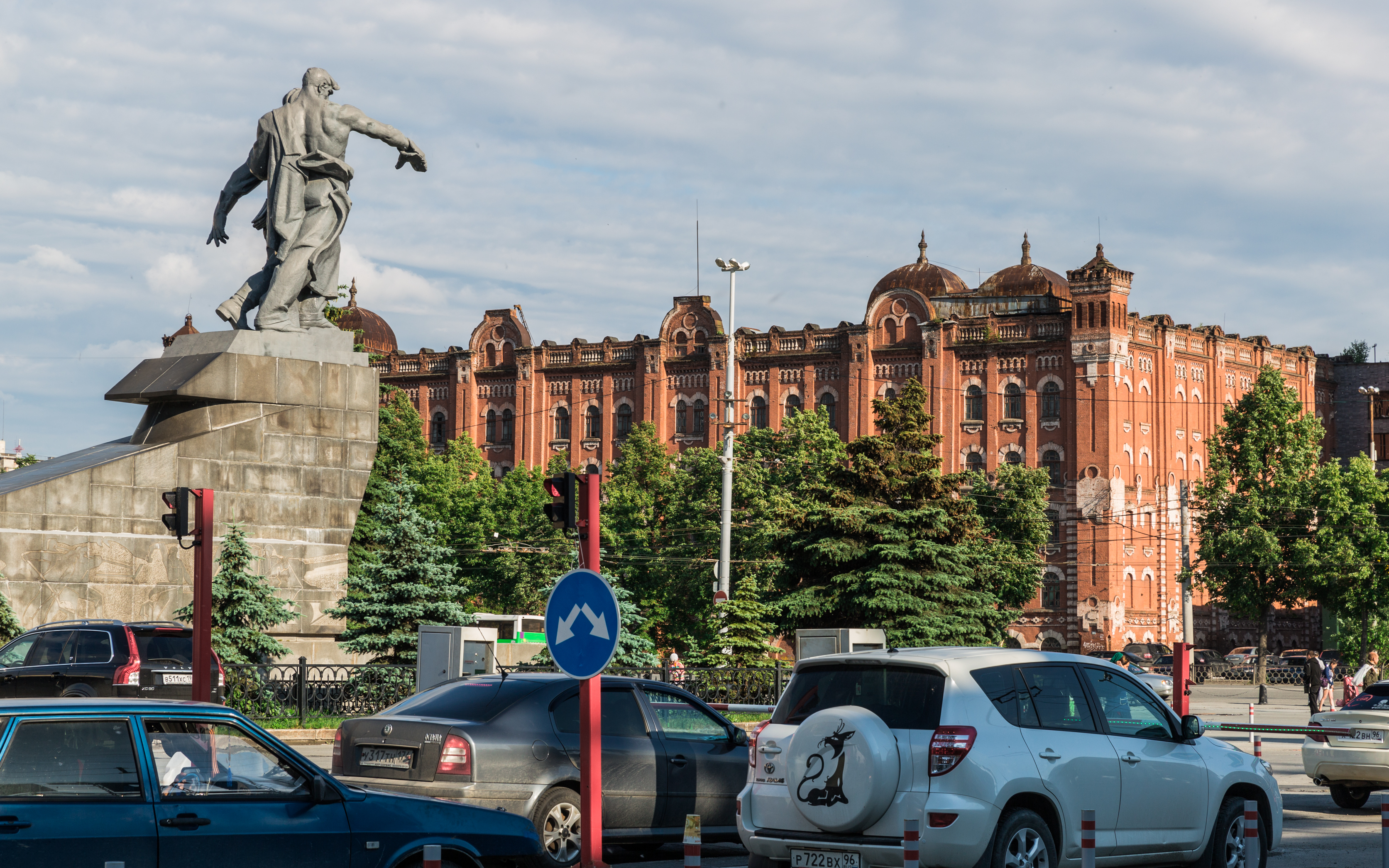
Вид со Привокзальной площади
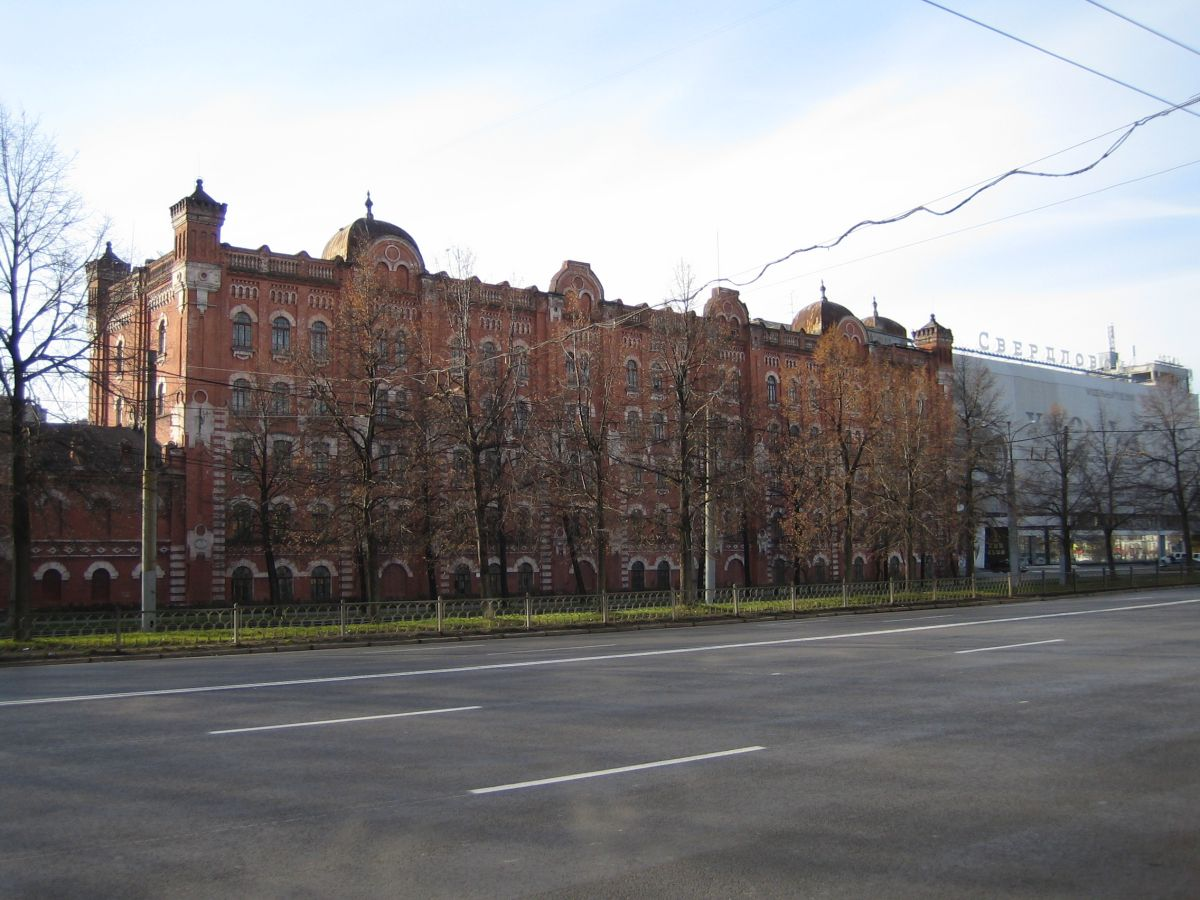
Вид с улицы Челюскинцев
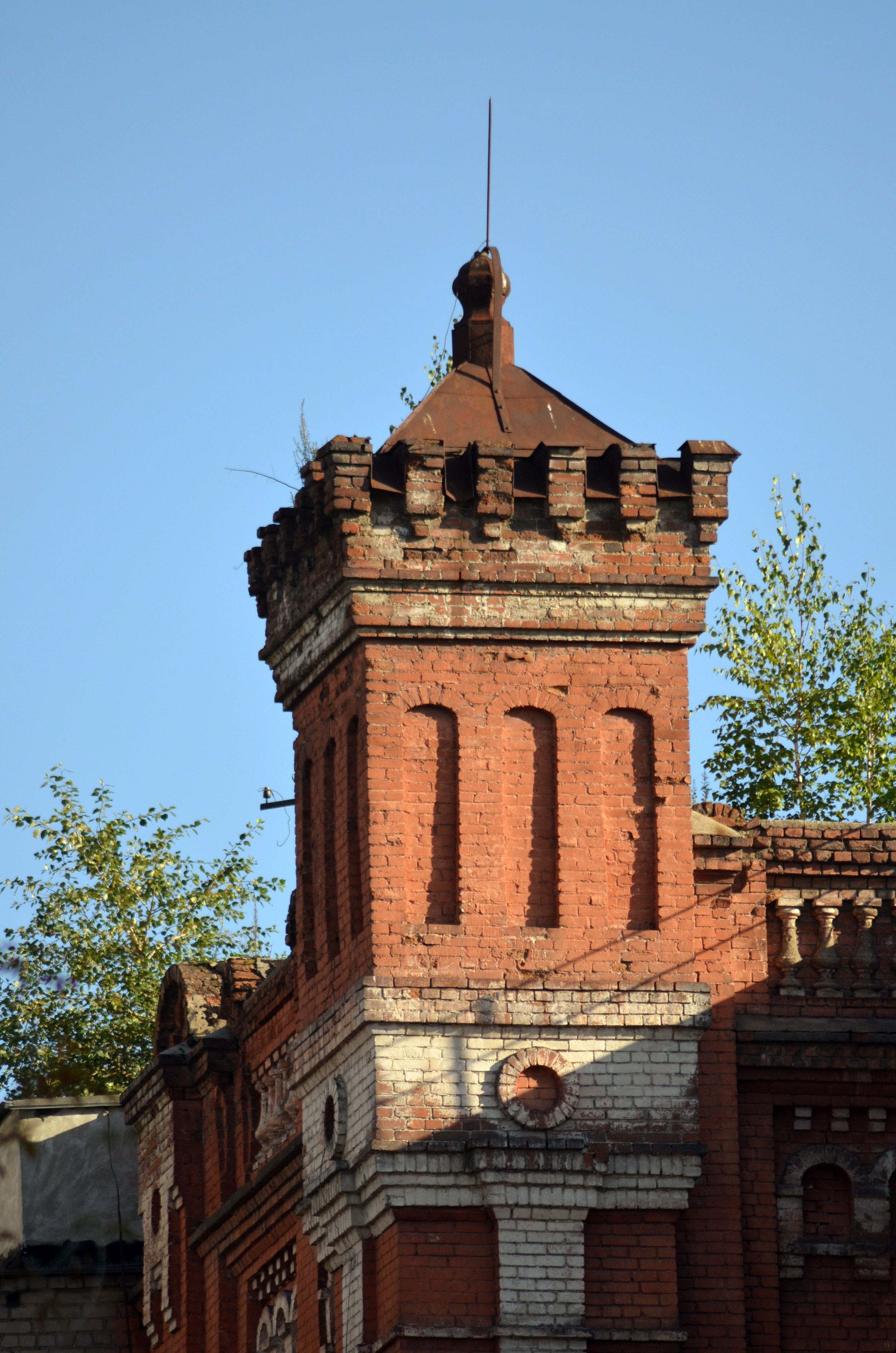
Башенка главного фасада
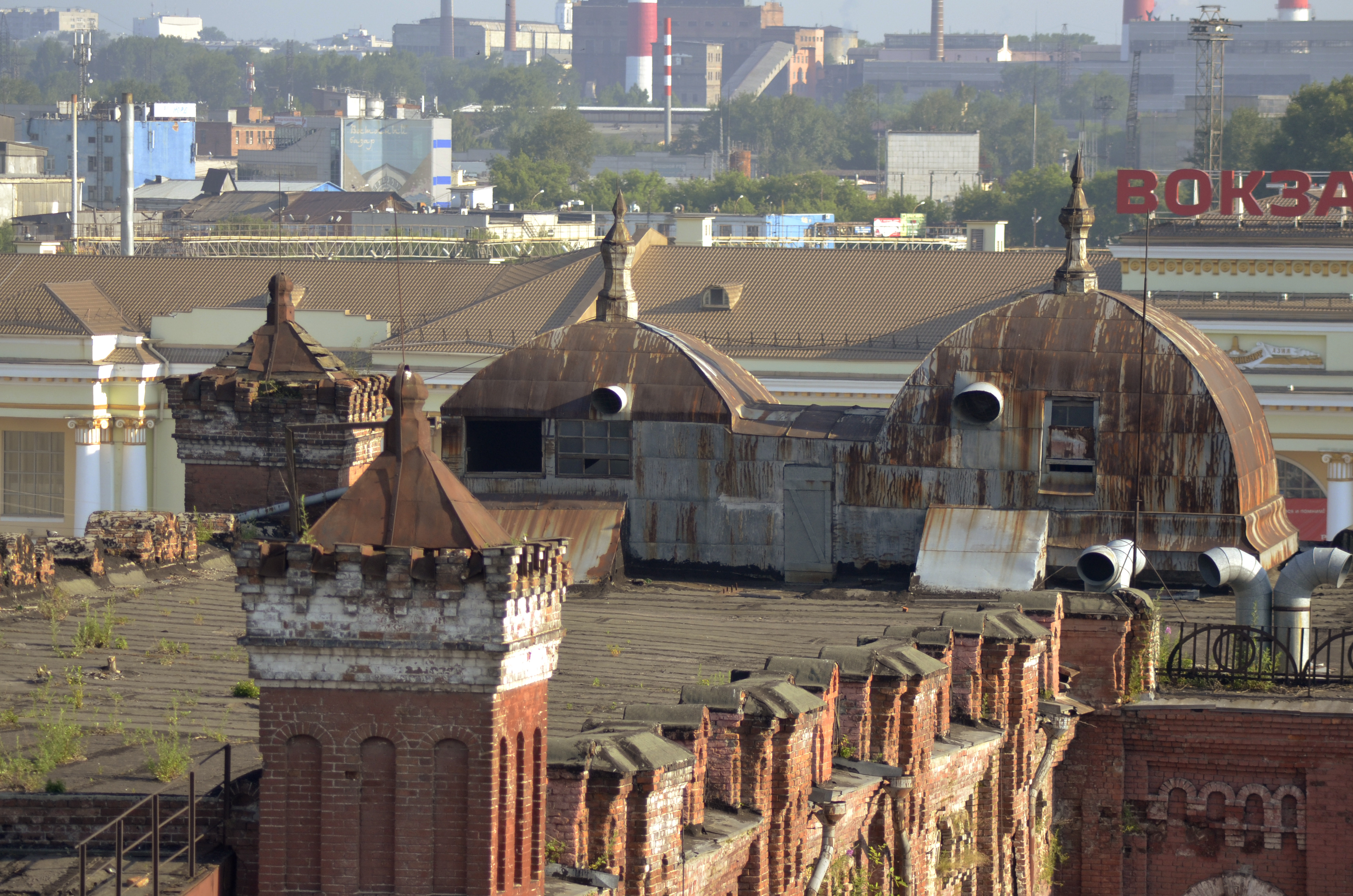
Купола
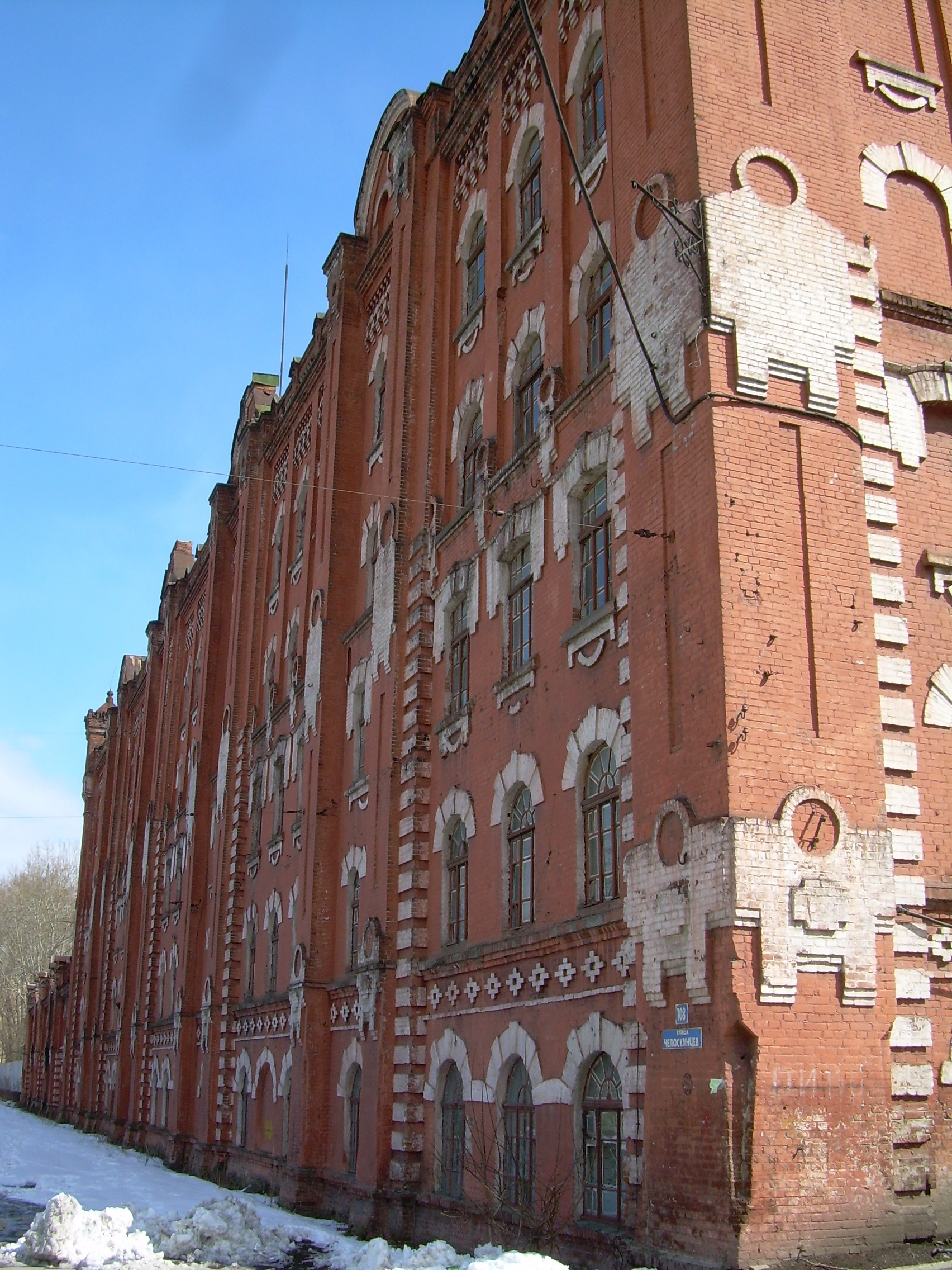
Кирпичная кладка
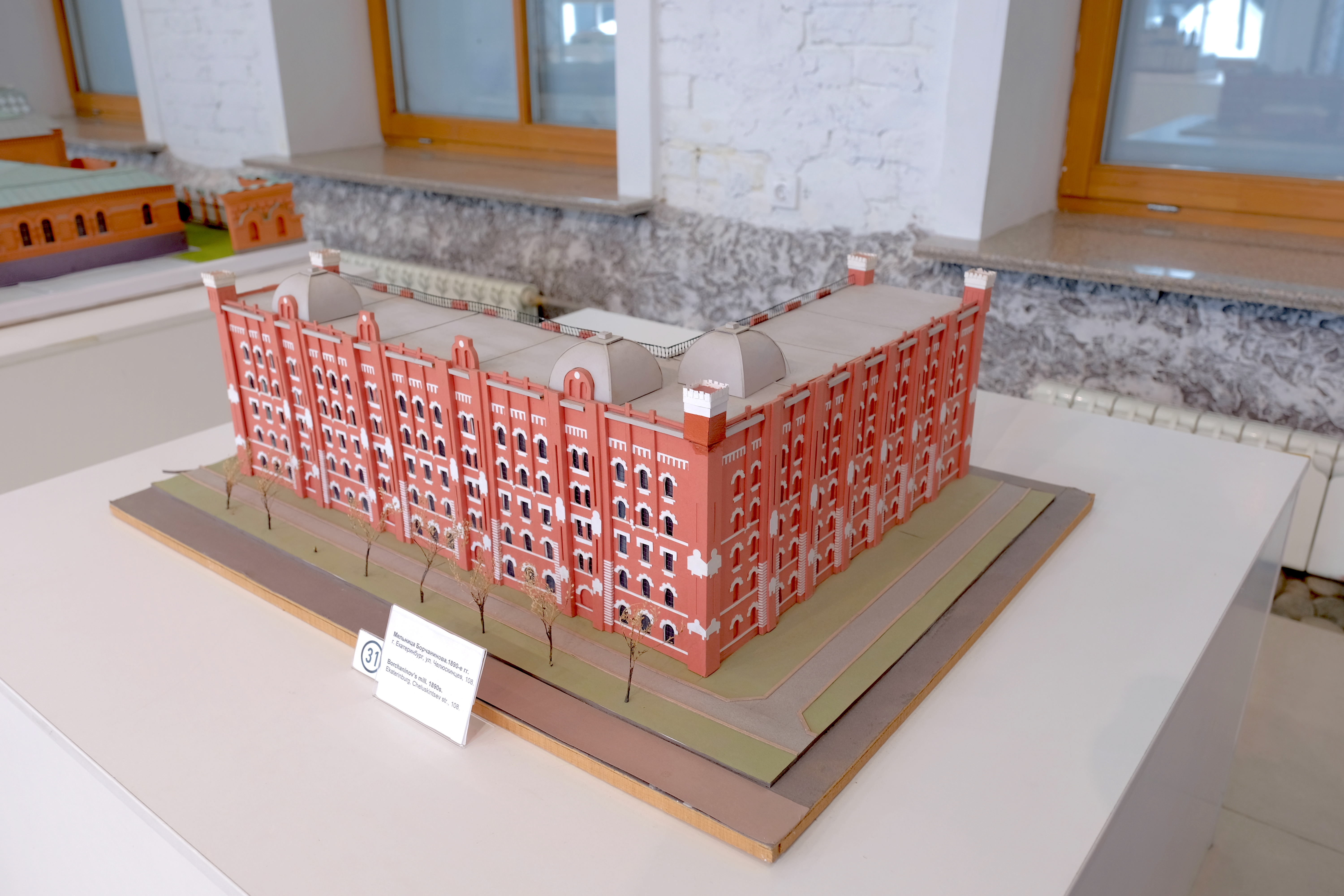
Модель в Музее архитектуры и дизайна